# Ducat de Limburg
|  | Aquest article tracta sobre el ducat a l'est del principat de Lieja. Vegeu-ne altres significats a «Comtat de Limburg». |

El Ducat de Limburg era un territori del Sacre Imperi Romanogermànic i una de les Disset Províncies.

## Geografia

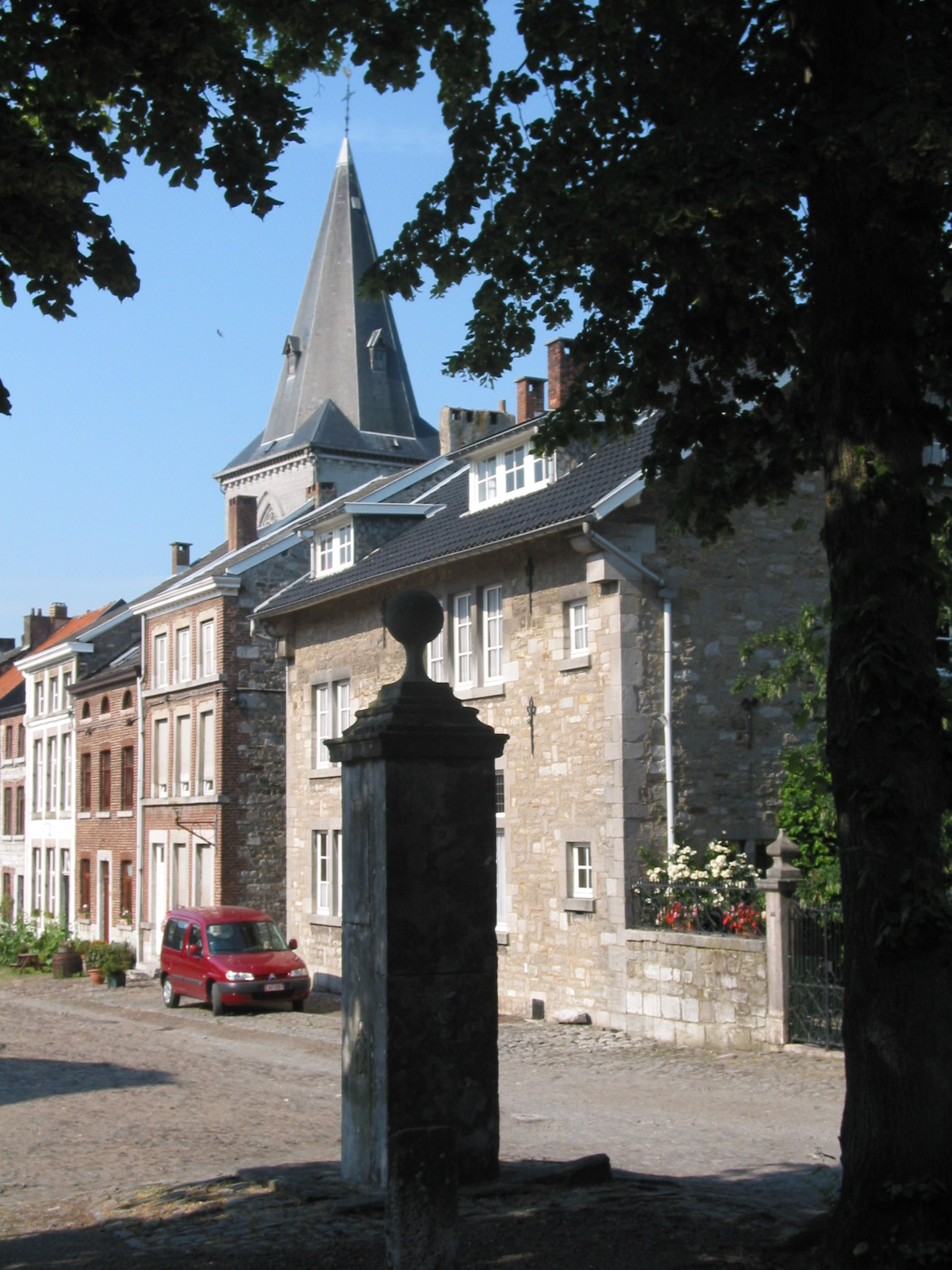
La plaça de la vila de Limburg
antiga cort interior del castell

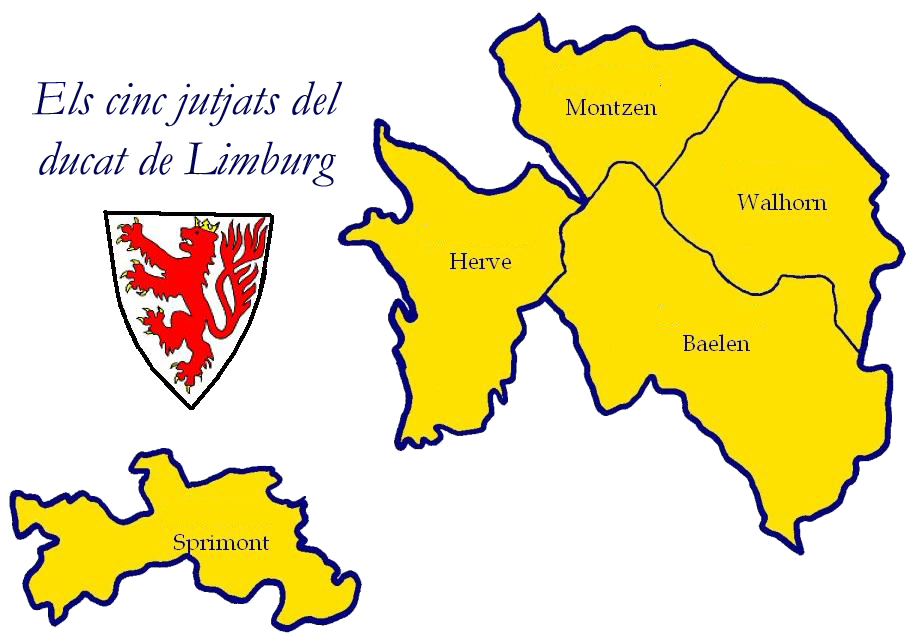
Els cinc jutjats del ducat de Limburg

El territori es troba avui per a la part major a la província de Lieja de Bèlgica i es va dividir en cinc jutjats:
1. Jutjat de Baelen
Limburg, Baelen, Bilstain, Eupen, Gulke, Henri-Chapelle (Hendrik-Kapelle), Welkenraedt, Herbesthal i Membach.
2. Jutjat de Herve
Herve, Thimister-Clermont, Chaineux, Dison, Mortroux, Soiron i Charneux.
3. Jutjat de Montzen
 Gemmenich, Homburg, Kelmis, Montzen, Moresnet, Sippenaeken i Teuven.
4. Jutjat de Walhorn
 Eynatten, Hauset, Hergenrath, Raeren, Walhorn i Lontzen.
5. Jutjat de Sprimont
 Aquest jutjat era un territori exclavat dins del principat de Lieja a Sprimont, Neupré, Esneux i parts d'Anthisnes.

S'ha de distingir el ducat de Limburg situada enllà del Mosa del punt de vist de Brabant dels tres països enllà del Mosa (Valkenburg, Dalhem i 's-Hertogenrade). Hi ha força confusió com que tots feien part de la mateixa unió personal.

## Història

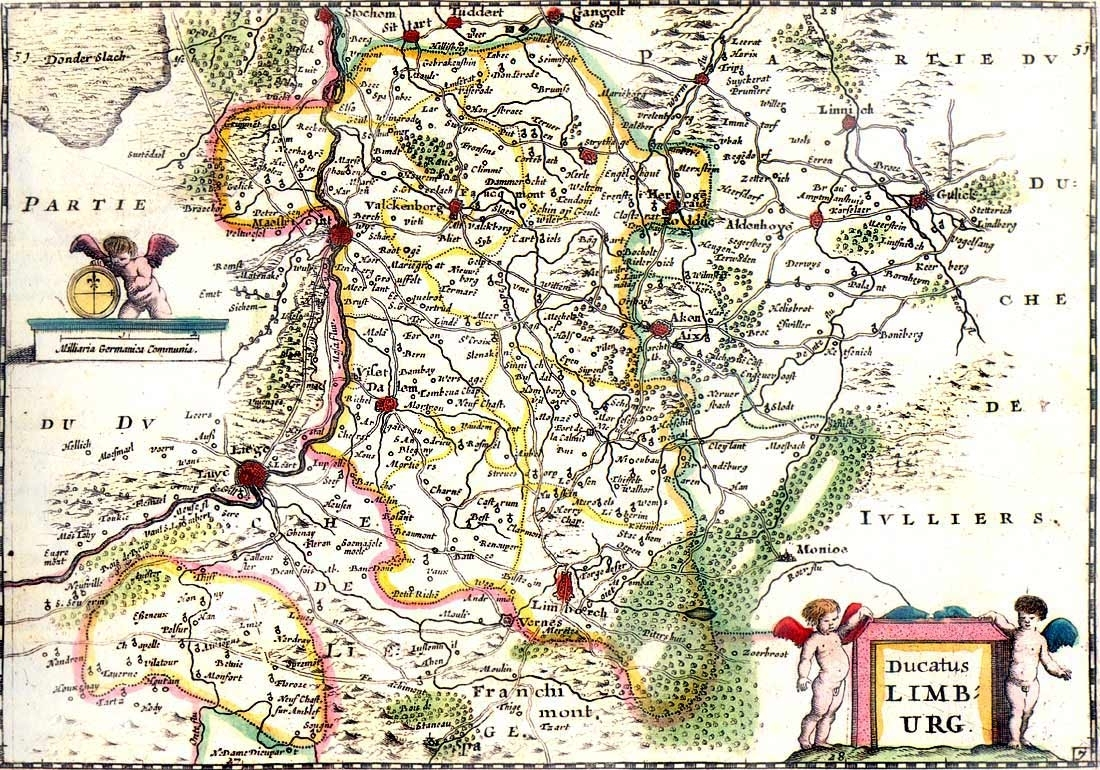
Jacob Aertsz Colom: El ducat de Limburg

La història del ducat va començar al segle xi, d'antuvi com un comtat, quan el duc de Luxemburg, Frederic II va fer construir el castell al promontori de Limburg, que va donar el seu nom al ducat i a la ciutat.
La filla única de Federic, Judith, va casar el 1065 el comte d'Arlon, Walram-Udo, i aportà el comtat com dot. El seu fill, Enric I, nebot de l'emperador Enric IV, el títol de duc de la Lotaríngia inferior. Es va seguir una baralla entre els comtes de Lovaina i de Limburg per a saber qui tenia el dret de portar el títol. El 1128, l'emperador Lotari III l'atorgà a Walram II, fill d'Enric I. El 1139, el títol tornà al Brabant.
Quan Ermengard, filla única de Walram IV morí el 1283, una guerra de successió esclatà. Després de la batalla de Worringen es va concloure un tractat de pau que atorga la sobirania del ducat en unió personal als ducs de Brabant. Des d'aleshores, el ducat va seguir la història de Brabant: passarà a la unió personal de les Disset Províncies borgonyons, després als Països Baixos espanyols, als Països Baixos austríacs fins borgonyons, fins a l'abolició de les antigues províncies després de l'annexió a França el 1793. Des d'aleshores, la part major del seu territori es va afegir al departament de l'Ourte.
Després del congrés de Viena i el Tractat de París (1815) la part oriental del ducat amb Eupen com a ciutat principal, fera part de Prússia, la resta passà al Regne Unit dels Països Baixos. La nova frontera era totalment arbitrària. Del seu costat de la frontera, Guillem I va mantenir les subdivisions administratives franceses, tot i canviar el nom del departament de l'Ourte en província de Lieja.
Després de la revolució belga del 1830 i el tractat de Londres de 1839, passà a Bèlgica, que va mantenir les subdivisions administratives francesos i la denominació de Guillem I. El 1919, després de la desfeta prussiana a la Primera Guerra Mundial, el cantó d'Eupen va ser afegit a Bèlgica.

## Comtes de Limburg

### Comtes de Lengau
- 1046 - 1065: Frederic de Luxemburg (1003 † 1065). Adquirit per matrimoni. Frederic el va cedir en dot a la seva filla Judit (Juta) que es va casar amb Walerà II comte d'Arlon

### Comtes de Limburg
- 1065 - 1082: Walerà I († 1082), II comte d'Arlon

casat amb Judit de Luxemburg
- 1082 - 1119: Enric I (1059 † 1119), fill de Walerà I. Duc a de Baixa Lotaríngia de 1101 a 1106.

casat amb Adelaida de Pottenstein (1061 † 1106)
Quan el 1101, l'emperador Enric IV el va nomenar duc de Baixa Lotaríngia va agafar el títol de duc i quan l'emperador Enric V li va retirar el ducat el 1106 va conservar el títol ducal que amb el temps va esdevenir duc de Limburg.

## Ducs de Limburg
- 1119 - 1139: Walerà II (1085 † 1139), fill, duc de Limburg i de Baixa Lotaríngia.

casat vers 1110 amb Jutta de Gueldre (1087 † 1151), senyora de Wassenberg

Armes del Limburg i del Luxemburg

- 1139 - 1170: Enric II (1111 † 1167), fill.

casat en primeres noces el 1136 amb Matilde de Saffenberg (1113 † 1145)
- casat en segones noces el 1150 amb Laureta d'Alsàcia († 1175)
- 1170 - 1221: Enric III (1140 † 1221), fill.

casat amb Sofia de Sarrebruck (1150 † 1221)
- 1221 - 1226: Walerà III (1180 † 1226), fill (segon). També comte de Luxemburg de 1214 a 1226, per matrimoni amb Ermesinda de Luxemburg.

casat en primeres noces amb Cunegunda de Lorena († 1214), filla de Ferry I, senyor de Bitche, i de Ludmilla de Polònia
casat en segones noces el maig de 1214 amb Ermesinda de Luxemburg, filla d'Enric IV el Cec, comte de Luxemburg i de Namur, i d'Agnès de Gueldre.
- 1226 - 1247: Enric IV (1195 † 1247), fill. També comte de Berg per matrimoni.

casat el 1218 amb Ermengarda († 1248), comtessa de Berg, filla d'Adolf III, comte de Berg i de Berta de Sayn
En aliar-se amb Enric IV, el seu net Teodoric d'Altena-Isenberg va crear el comtat de Limburg, en reconquerir parts del territori de son pare annexionades pels comtes de la Mark
- 1247 - 1279: Walerà IV († 1279), fill.

casat en primeres noces amb Judit de Clèveris, filla de Thierry V, comte de Clèveris, i d'Hedwigis de Mísnia
casat en segones noces el 1278 amb Cunegunda de Brandenburg, filla d'Otó III, marcgravi de Brandenburg, i de Beatriu de Bohèmia
- 1279 - 1283: Ermengarda, filla.

casada el 1276 amb Renald I († 1326), duc de Gueldre que el 1283 va obtenir del emperador el dret a conservar Limburg de manera vitalícia, però fou expulsat i desposseït del Limburg per Joan I de Brabant després de la batalla de Worringen (1288)
- 1288 - 1294: Joan I de Brabant el Victoriós (1253 † 1294), fill (segon) d'Enric III de Brabant (1248-1261) i germà d'Enric IV de Brabant (1261-1267), comte de Brabant des de 1267. Conquesta Limburg (amb el comtat annex de Dalhem) el 1288.

casat en primeres noces el 1269 amb Margarita de França (1255 † 1272), filla de Lluís el Sant, rei de França, i de Margarita de Provença,
casat en segones noces el 1273 amb Margarita de Flandes (1251 † 1285), filla de Guiu de Dampierre, comte de Flandes i de Matilde de Béthune
- 1294-1312: Joan II el Pacífic (1275 † 1312), fill, duc de Brabant i Limburg

casat el 1290 amb Margarita d'Anglaterra (1275 † 1333), filla d'Eduard I, rei d'Anglaterra, i d'Eleonor de Castella
- 1312-1355: Joan III el Triomfant (1300 † 1355), fill, duc de Brabant i Lumburg

casat el 1311 amb Maria d'Evreux († 1335), filla de Lluís de França, comte d'Évreux i de Margarita d'Artois.
- 1355-1406: Joana de Brabant, filla, duquessa de Brabant i Limburg

casada el 1334 amb Guilem II d'Avesnes (1307 † 1345), comte de Hainaut i d'Holanda
casada en segones noces el 1352 amb Wenceslau I de Luxemburg (1337 † 1383).
A la mort de Wenceslau va designar hereva a la seva neboda Margarita de Flandes (1350 † 1405), comtessa de Flandes i al seu marit, Felip l'Intrèpid (1342 † 1404), duc de Borgonya que el 1404 van cedir els drets al seu segon fill Antoni, comte de Rethel.
- 1406-1415: Antoni (1384 † 1415), duc de Brabant i Limburg, comte de Rethel

casat en primeres noces el 1402 amb Joana de Luxembourg († 1407), filla de Walerà III de Luxemburg, comte de Saint-Pol i de Ligny, i de Maud d'Holanda
casat en segones noces el 1409 amb Elisabet de Görlitz (1390 † 1451) duquessa promesa de Luxemburg
- 1415-1427: Joan IV (1403 † 1427), fill

casat el 1418 amb Jacquelina de Baviera (1401 † 1436), comtessa d'Hainaut i d'Holanda.
- 1427-1430: Felip de Saint-Pol (1404 † 1430), germà
- 1430-1467: Felip el Bo, duc de Borgonya, fill de Joan sense Por, duc de Borgonya (fill de Felip l'Intrèpid)
- 1467-1477: Carles el Temerari, duc de Borgonya, fill
- 1477-1482: Maria de Borgonya, filla
- 1482-1494: regència de Maximilià d'Habsburg, marit de l'anterior
- 1494-1506: Felip el Bell, fill
- 1506-1549: Carles V, fill

El Brabant, Limburg, Hainaut, Holanda (amb Zelanda), Gueldre i altres territoris són incorporats al govern dels Països Baixos el 1543.